# Fulmine (1931)
Fulmine – włoski niszczyciel z okresu międzywojennego i II wojny światowej typu Folgore (Dardo II serii). Nosił znak burtowy: FL. Zbudowany we Fiume w ówczesnych Włoszech, zwodowany w 1931 roku, wszedł do służby w marynarce włoskiej Regia Marina w 1932 roku. Walczył podczas wojny na Morzu Śródziemnym. Zatopiony 9 listopada 1941 roku przez brytyjskie okręty.
Uzbrojenie stanowiły cztery armaty kalibru 120 mm w zdwojonych stanowiskach i sześć wyrzutni torped oraz małokalibrowa artyleria przeciwlotnicza. Jego wyporność standardowa wynosiła 1238 ton, a pełna około 2000 ton. Napęd stanowiły turbiny parowe, prędkość projektowa wynosiła 38 węzłów, lecz realna podczas wojny około 30 węzłów.

## Projekt i budowa
„Fulmine” należał do typu czterech włoskich niszczycieli, znanego w literaturze jako typ Folgore, określanego też przez marynarkę włoską jako druga seria typu Dardo. Stanowiły modyfikację konstrukcji typu Dardo (Frecchia), w której zmniejszono szerokość kadłuba o pół metra, aby zwiększyć prędkość. Oprócz tego turbiny parowe systemu Parsonsa zamieniono na turbiny Belluzzo. O budowie czterech zmodyfikowanych okrętów zdecydowano w październiku 1929 roku, jeszcze przed wodowaniem pierwszych okrętów typu Dardo. Zmniejszenie szerokości spowodowało zmniejszenie pojemności burtowych zbiorników paliwa o ok. 100 ton i zmniejszenie zasięgu, oraz pogłębiły się problemy ze statecznością, jakie miały już niszczyciele typu Dardo, co spowodowało konieczność zmian po zbudowaniu i dodania balastu. 
„Fulmine” został zamówiony razem z bliźniaczym „Baleno” w stoczni Cantieri Navali del Quarnaro we Fiume (obecnie Rijeka). Stępkę pod oba położono 1 maja 1930 roku. Wodowany był 2 sierpnia 1931 roku. 5 lipca 1932 roku przeprowadzono próby morskie okrętu.  Nazwa „Fulmine” oznaczała: błyskawica. Otrzymał znak burtowy od skrótu nazwy: FL. W odróżnieniu od typu poprzedzającego, niszczyciele typu Folgore i dwóch kolejnych nie miały indywidualnych dewiz, jedynie dywizjonowe (w tym przypadku Fulgor in hostem, z łac. „Piorunem we wroga”).

## Skrócony opis

### Opis ogólny
Niszczyciele typu Folgore miały stalowy kadłub z podwyższonym pokładem dziobowym. Sylwetka okrętów wyróżniała się pojedynczym szerokim kominem i zastosowaniem dwóch dwudziałowych stanowisk armat na pokładzie dziobowym i nadbudówce rufowej. „Baleno” i „Fulmine” budowane we Fiume odróżniały się od drugiej pary i poprzednich okrętów zaokrągloną ścianą przednią nadbudówki dziobowej i minimalnie większą długością. Wyporność standardowa wynosiła 1230 ton, normalna 1665 t, a pełna 1890 t. Podczas wojny, po modernizacjach uzbrojenia i wyposażenia wyporność pełna okrętów sięgała ok. 2100 ton. Długość całkowita „Fulmine” wynosiła 96,23 m, a na linii wodnej 94,15 m, natomiast szerokość wynosiła 9,28 m, a na linii wodnej 9,2 m. Zanurzenie wynosiło 3,02 m przy wyporności standardowej i 4,5 m przy pełnej.
Załoga etatowo składała się początkowo ze 165 osób, w tym 6 oficerów. Podczas wojny liczebność załogi się zwiększała o maksymalnie kilkadziesiąt osób.
Okręty typu Folgore były napędzane przez dwa zespoły turbin parowych systemu Beluzzo z przekładniami, zasilane przez trzy kotły wodnorurkowe o ciśnieniu roboczym 22 atmosfer, poruszające dwie trzyłopatowe śruby. Kotły i turbiny dla „Baleno” i „Fulmine” były wyprodukowane przez Officine & Cantieri Partenopei w Neapolu, budującą drugą parę okrętów. Projektowa moc wynosiła 44 000 KM, a prędkość maksymalna 38 węzłów. Na próbach „Fulmine” osiągnął średnią moc 48 468 KM i prędkość 38,10 w, ale w stanie lekkim przy wyporności 1411 ton. Typowo okręty tego typu w realnych warunkach rozwijały podczas służby prędkość nie większą niż 34 węzły, która u progu II wojny światowej na skutek zużycia mechanizmów spadła do 30–31 węzłów. Normalny zapas paliwa płynnego wynosił 192–400 ton, a pełny 462–530 ton. Zasięg wynosił początkowo 3600 mil morskich przy prędkości 12 węzłów, 3200 Mm przy 16 w, 1500 Mm przy 24 w lub 640 mil przy 32 węzłach.

### Uzbrojenie i jego zmiany
Główną artylerię stanowiły cztery armaty kalibru 120 mm Ansaldo model 1926 o długości lufy L/50 (50 kalibrów). Podwójne podstawy dział model 1926 lub 1931 z maskami ochronnymi (dłuższymi w drugim wypadku) umieszczone były na pokładzie dziobowym i na niskiej nadbudówce na rufie. Kąt podniesienia lufy wynosił w pierwszym przypadku do +45°, a w drugim do 35°. Działa strzelały pociskami przeciwpancernymi o masie 23,4 kg, burzącymi lub zapalającymi o masie 22,8 kg i oświetlającymi. Strzelały one na odległość do ok. 18 km. Amunicja była rozdzielnego ładowania, przy czym ładunek miotający umieszczony był w łusce. Teoretycznie szybkostrzelność wynosiła do 7–8 strzałów na minutę, lecz w praktyce wynosiła ok. 6 (salwy co 10 sekund). Zapas amunicji wynosił etatowo 800 pocisków (200 na lufę).
Uzbrojenie przeciwlotnicze stanowiły dwa działka automatyczne kalibru 40 mm Vickers-Terni model 1917 o długości lufy L/39, na podstawach model 1930, umieszczone po obu burtach na pokładzie górnym za kominem. Uzupełniały je cztery karabiny maszynowe kalibru 13,2 mm Breda, podwójnie sprzężone w dwóch stanowiskach na skrzydłach dachu nadbudówki dziobowej. Okręty miały też dwa karabiny maszynowe kalibru 8 mm Breda na przenośnych lawetach. W październiku 1940 roku „Fulmine” poddano modernizacji uzbrojenia, zdejmując wszystkie działka 40 mm i karabiny maszynowe 13,2 mm, zamiast których montowano sześć działek automatycznych 20 mm Breda model 1935 L/65 (dwie podwójne podstawy na burtach na końcach pokładu dziobowego i dwa pojedyncze w miejscu km-ów 13,2 mm).
Uzbrojenie torpedowe stanowiło sześć wyrzutni torpedowych kalibru 533 mm w dwóch potrójnych aparatach torpedowych na pokładzie na śródokręciu. Początkowo okręty typu Folgore miały tylko jedną zrzutnię bomb głębinowych na rufie. Począwszy od 1937 roku okręty zaczęły być wyposażane w dwie zrzutnie bomb głębinowych na rufie (na trzy bomby o masie 100 kg albo sześć o masie 50 kg każda). Wszystkie okręty były wyposażone w demontowane tory minowe na pokładzie, na których można było zabierać do 52 min kotwicznych typu Bollo, co jednak w praktyce nie było stosowane z uwagi na pogorszenie stateczności. Okręty typu Folgore były ponadto od 1937 roku wyposażane w dwa trały typu C z żurawikami do ich obsługi na rufie.

### Wyposażenie
System kierowania ogniem obejmował przede wszystkim dalocelownik SDT na dachu nadbudówki dziobowej, z dwoma stereoskopowymi dalmierzami optycznymi o bazie 3 m i celownikiem APG. Na platformie przed masztem, mieszczącej stanowisko starszego oficera artyleryjskiego, znajdował się inklinometr służący do oceny kąta kursowego celu. Na pokładówce na śródokręciu był trzeci rezerwowy dalmierz 3-metrowy. Okręt miał jeden reflektor o średnicy 90 cm na platformie nad stanowiskiem obserwacyjnym nadbudówce.
Okręty typu Folgore wyposażone były w radiostacje do łączności telegraficznej, z anteną rozciągniętą między masztem dziobowym i rufowym. Od końca lat 30. wyposażano je też w radiostacje RM.4 krótkiego zasięgu do łączności fonią, z antenami na mostku. Część okrętów otrzymała wówczas radionamierniki. Do wykrywania okrętów podwodnych służył tylko szumonamiernik. W skład wyposażenia ponadto wchodziła aparatura do stawiania parowej zasłony dymnej montowana w kominie oraz generatory chemiczne zasłony dymnej na rufie.

### Malowanie
Początkowo niszczyciele były malowane w części nadwodnej na kolor jasny popielatoszary, z ciemnym ołowianoszarym pokładem, a część podwodna była malowana na ciemnnozielono. Na burtach w okolicy dział dziobowych i na rufie malowano na czerwono litery identyfikacyjne. Na początku wojny od lipca 1940 roku na pokłady na dziobie naniesiono biało-czerwone skośne pasy dla identyfikacji z powietrza. „Fulmine” nie otrzymał kamuflażu, wprowadzanego na włoskich okrętach dopiero od końca 1941 roku.

## Służba

### Okres międzywojenny
„Fulmine” został wcielony do służby w Regia Marina 14 września 1932 roku. Razem z innymi okrętami tego typu był przydzielony do 8. dywizjonu (squadriglia) niszczycieli. Podczas hiszpańskiej wojny domowej pełnił służbę na wodach Hiszpanii, biorąc udział w „patrolach neutralności”, a faktycznie wspierając nacjonalistów. Patrolował tam zwłaszcza w ramach blokady morskiej w związku z podjęciem ofensywnych działań przeciw żegludze latem 1937 roku. Brał ponadto udział w ćwiczeniach i paradach floty dla przywódców zagranicznych.

### II wojna światowa
Po przystąpieniu Włoch do II wojny światowej 10 czerwcu 1940 roku „Fulmine” nadal wchodził w skład 8. dywizjonu niszczycieli, bazującego w Tarencie i przydzielonego do 5. dywizjonu okrętów liniowych. Dowódcą był kmdr por. Leonardo Gramaglia. „Fulmine” wziął udział w pierwszej fazie bitwy koło przylądka Stilo, wychodząc 7 lipca 1940 roku w morze w eskorcie pancerników „Conte di Cavour” i „Giulio Cesare”. Przed głównym starciem jednak, 9 lipca rano, 8. dywizjon został odesłany do portu w celu uzupełnienia paliwa. „Fulmine” z 8. dywizjonem eskortował pancernik „Caio Duilio” podczas operacji 30 sierpnia – 1 września i 7–8 września, bez starć z nieprzyjacielem. 
Od początku 1941 roku, w związku z wycofaniem starszych pancerników do II linii, wszystkie niszczyciele typu Folgore zostały skierowane do zadań osłony konwojów z zaopatrzeniem i wojskiem z Włoch do północnej Afryki, przydzielone do grupy niszczycieli eskortowych.
„Fulmine” został zatopiony 9 listopada 1942 roku po północy przez brytyjskie okręty nawodne zespołu K w czasie bitwy o konwój Duisburg. Głównie był ostrzeliwany przez krążownik HMS „Penelope” i niszczyciel HMS „Lively”. Zatopione zostały wszystkie 7 statków konwoju („Duisburg”, „San Marco”, „Maria”, „Sagitta”, „Rina Corrado”, „Conte di Misurata”, „Minatitlan”) oraz uszkodzone niszczyciele „Grecale”, „Euro” i „Maestrale”. Z okrętem zginęli m.in. dowódca kmdr ppor. Mario Milano i starszy oficer artyleryjski kpt. mar. Giovanni Garau, odznaczeni pośmiertnie złotym Medalem za Męstwo Wojskowe.
We włoskiej służbie podczas wojny okręt 97 razy wychodził w morze i przepłynął 29 518 mil morskich w czasie 2127 godzin. W tym, 4 razy wychodził w celu osłony okrętów, 37 razy w celu konwojowania i 14 razy na poszukiwanie okrętów podwodnych.